# Pau Cubarsí
Pau Cubarsí Paredes (ur. 22 stycznia 2007 w Estanyolu) – hiszpański piłkarz, występujący na pozycji środkowego obrońcy w hiszpańskim klubie FC Barcelona oraz w reprezentacji Hiszpanii.

## Kariera klubowa
Urodzony w Estanyolu (prowincja Girona, Katalonia) zaczynał karierę w Gironie FC. W 2018 roku został pozyskany przez inny hiszpański klub jakim jest FC Barcelona. Pau prężnie rozwijał się w akademii FC Barcelony, został trzecim najmłodszym zawodnikiem który zagrał w Lidze Młodzieżowej UEFA zaraz po innych piłkarzach FC Barcelony jakimi są Lamine Yamal oraz Ilaix Moriba, kiedy to zagrał w meczu z czeskim młodzieżowym zespołem Viktorii Pilzno, który zakończył się wynikiem 1:1.
W kwietniu 2023 roku po raz pierwszy trenował z seniorskim zespołem FC Barcelony. W lipcu tego samego roku podpisał pierwszy profesjonalny kontrakt. Był brany pod uwagę w meczach przedsezonowych seniorskiej drużyny FC Barcelony przed sezonem 2023/24.
18 stycznia 2024 roku Pau Cubarsí zadebiutował w pierwszym zespole Barçy. Dokonał tego podczas spotkania Pucharu Króla z Unionistas CF, kiedy to wszedł z ławki w 46. minucie za Andreasa Christensena. Z kolei w 69. minucie meczu zaliczył asystę przy trafieniu Julesa Koundé. FC Barcelona wygrała ten mecz 3:1. Z kolei pierwszy mecz na ligowym podwórku zaliczył podczas spotkania z Realem Betis w ramach 21. kolejki hiszpańskiej pierwszej ligi. Cubarsí wyszedł w podstawowym składzie i został zmieniony w 81. minucie za João Félixa.
12 marca 2024 roku po jego pierwszym meczu w ramach 1/8 finału Ligi Mistrzów UEFA z włoskim SSC Napoli został wybrany zawodnikiem meczu. Pau rozegrał pełne spotkanie, które zakończyło się wynikiem 3:1 (4:2 w dwumeczu dla FC Barcelony). Dodatkowo pobił rekord najmłodszego debiutanta w fazie pucharowej Ligi Mistrzów. W dniu meczu miał 17 lat oraz 50 dni, przy czym poprzedni rekordzista - David Alaba w dniu debiutu miał 17 lat oraz 258 dni. W tym meczu FC Barcelona została pierwszym klubem, który w fazie pucharowej wystawił w pierwszej jedenastce dwóch piłkarzy, którzy mają 17 lat lub mniej. Jednym był Lamine Yamal (16 lat i 243 dni), a drugim Pau Cubarsí.

## Kariera reprezentacyjna
Pau Cubarsí występował w reprezentacji Hiszpanii U-15 oraz U-16. Obecnie jest reprezentantem Hiszpanii U-17, a w marcu 2024 roku dostał pierwsze powołanie do dorosłej reprezentacji Hiszpanii przez ówczesnego selekcjonera Luisa de la Fuente. Został powołany na Letnie Igrzyska Olimpijskie 2024, zdobywając złoty medal, a tym samym został najmłodszym złotym medalistą mając 17 lat i 200 dni.

## Sukcesy

### FC Barcelona
- Mistrzostwo Hiszpanii: 2024/2025
- Superpuchar Hiszpanii: 2024/2025
- Puchar Króla: 2024/2025